# Circuit de La Citadelle
El Circuit de La Citadelle ("La Ciutadella" en francès), conegut també com a Circuit de Namur, fou un circuit de motocròs d'alt nivell que tingué activitat entre 1947 i 2007. Ubicat a tocar de la ciutadella de Namur, la capital de Valònia, les seves especials característiques el convertien en un del circuits de motocròs més singulars del món. Ha estat qualificat sovint com a «La Catedral del motocròs» i actualment, anys després d'haver desaparegut, segueix essent una icona d'aquest esport. L'anomenada i l'aura mítica de La Citadelle és equiparable amb les d'altres equipaments esportius emblemàtics, com poden ser el Circuit de Montecarlo, el Wembley Stadium, l'All England Lawn Tennis and Croquet Club de Wimbledon o l'Augusta National Golf Club.
La Citadelle fou seu durant decennis del GP de Bèlgica de Motocròs de 500 cc, considerat sovint «El Gran Premi» per excel·lència per raó de la seva celebració en aquest circuit. La importància de La Citadelle fa que al llarg de la seva etapa d'activitat s'hi arribessin a disputar fins a cinc edicions de la competició més prestigiosa de l'esport del motocròs, el Motocross des Nations, la qual cosa el converteix en el circuit que més n'ha hostatjat al llarg de la història.

## Situació

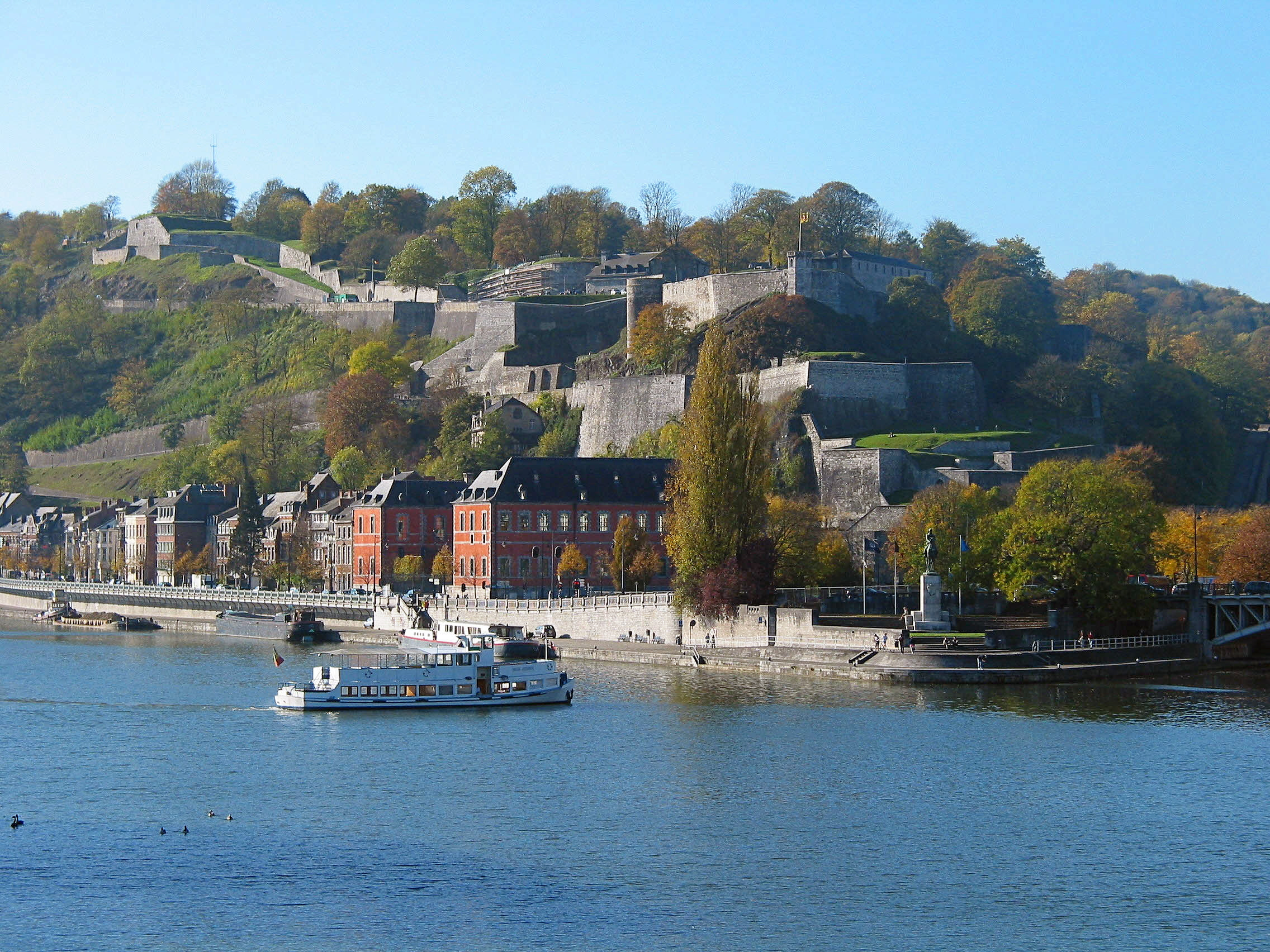
La Citadelle de Namur, vista des del Mosa. En primer terme, el Parlament de Valònia.

La singularitat del circuit de La Citadelle raïa en la seva ubicació. Situat al bell mig d'una ciutat important com és Namur, encimbellat dalt d'un turó, recorria els voltants de la cèlebre ciutadella que havien construït els merovingis en un esperó rocallós amb vistes a la ciutat, a la confluència dels rius Sambre i Mosa. Es tracta d'una gran fortalesa de pedra que ja existia a l'època romana, tot i que ha estat reconstruïda diverses vegades al llarg dels segles. El format actual data del 937, però fou modernitzada durant el segle xvii per Vauban. L'indret fou escenari de la batalla de les Ardenes el 1944, durant la Segona Guerra Mundial.
La ciutadella i el bosc circumdant comparteixen espai amb nombrosos equipaments i edificis que donen al conjunt un caràcter únic i que, en gran manera, formaven part de l'escenari del circuit de motocròs: el Théatre de verdure (construït el 1908, seria l'equivalent al Teatre Grec de Barcelona) i l'esplanada al seu davant, l'estadi esportiu, el parc d'atraccions, la torre medieval, el Cafè del Chalet du Monument i altres. El traçat del circuit començava a l'esplanada de l'estadi, just al davant de les graderies del Théâtre de verdure, les quals servien de tribuna per al Gran Premi i permetien als seus ocupants presenciar la sortida i l'arribada dels pilots. Després de la recta de sortida, el traçat davallava i s'enfonsava pel bosc circumdant, passava per sota d'uns ponts metàl·lics ornamentals i travessava el pati del parc infantil proper per, tot seguit, enllaçar uns salts en baixada que acabaven davant de l'antic Cafè del Chalet du Monument abans d'una forta pujada en terrassa, amb diversos salts, al costat del fossat de l'antiga fortalesa. Finalment, el recorregut sortia de la foscor del bosc un altre cop a la esplanada, davant la tribuna. A estones, el circuit passava per un camí empedrat i, fins i tot en algun tram, una carretera asfaltada. Durant les darreres edicions del Gran Premi, aquests trams es cobrien de terra per tal d'igualar-ne la superfície.

### El Cafè del Chalet du Monument
Si les graderies del teatre servien de tribunes i l'esplanada, de recta de sortida, el Cafè era el punt de trobada per excel·lència del públic assistent. Situats a l'exterior i a dins de l'edifici, els nombrosos parroquians consumien litres de cervesa belga mentre veien els pilots baixant el turó a gran velocitat. Fou allà justament on Håkan Carlqvist va fer la seva cèlebre aturada per a fer un glop en plena cursa durant el GP de Bèlgica de 1988, el famós Carla's Beer Stop. El suec s'aturà, begué la cervesa que li oferia un dels espectadors allà concentrats, continuà la cursa i la guanyà (en aquella ocasió, Carlqvist guanyà ambdues mànegues i, lògicament, el Gran Premi).
Un dels espectacles més emocionants del motocròs a Namur era la sortida, però del Cafè estant encara ho era més: quan queia la tanca i començava la cursa, se sentia el brogit de les motocicletes des de la distància, un soroll que anava en augment mentre s'anaven acostant al lloc tot baixant pel bosc fins que, de sobte, sortien en tromba a la claror del descampat i passaven a tota velocitat per davant del Cafè.

## Característiques

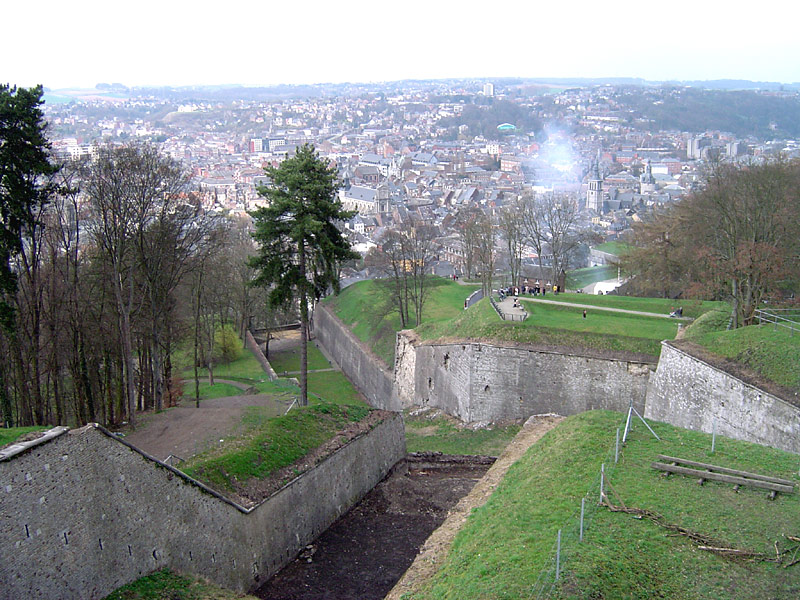
Vistes a Namur de la ciutadella estant. A l'esquerra, el camí ascendent que formava part del circuit

El circuit pròpiament dit feia originàriament uns 3.500 metres de longitud (al llarg dels anys es va anar escurçant fins a quedar en uns 2.700) i una amplada variable, per bé que hi predominaven els trams estrets. Es recorria en el sentit de les busques del rellotge. A la seva època, se'l considerava el més bonic i difícil de tots els circuits de motocròs. La seva varietat de superfícies i obstacles era sorprenent: calia superar trams de sorra profunda, travessar un bosc a tocar de la carretera (on el pilot havia d'anar sortejant arbres que apareixien aquí i allà), circular per damunt d'una carretera asfaltada, camins pavimenats amb llambordes o amb grava, forts pendents i abundants revolts.

### Traçat
Un cop presa la sortida a l'esplanada enfront del Théatre de verdure, els pilots es capbussaven a tota velocitat al bosc que envolta la ciutadella, un bosc ombrívol on, a estones, el sol amb prou feines traspassa el fullatge. Ben aviat hi havia un gran salt en baixada amb caiguda totalment cega (el terra no es veia des de dalt), amb l'afegitó que al final del salt hi havia un vell arbre gegantí, pràcticament al mig de la pista. Aquell era, doncs, un punt especialment perillós. Tot seguit, la pista es tornava sinuosa i s'enllaçaven uns quants revolts, pujades i baixades al llarg del bosc. En alguns punts, s'estrenyia fins a només 6 metres d'amplada. Tot aquell tram s'assemblava més a un circuit d'enduro que no pas a un de motocròs. Hi havia un lloc especialment perillós on, si un pilot hagués sortit del traçat, hauria caigut daltabaix per un estimball abrupte, cap a l'abisme. Per tal de minimitzar aquest risc, els organitzadors hi col·locaven una enorme planxa de fusta vella, una mena de tanca que discorria al llarg de la secció i mantenia allunyats els pilots de les seccions més traïdores de la cornisa.
Superada la zona del bosc, sortint a la llum del sol es trobava de seguida el Cafè del Chalet du Monument i, un cop deixat enrere, venia una llarga recta, inicialment empedrada amb llambordes -un dels obstacles més famosos de la història del motocròs durant els 60- i actualment coberta de terra. Allà començava un reguitzell de revolts en forma d'essa a través d'una altra parcel·la de terra verda del parc que conduïa directament al començament d'una enorme terrassa de turons escarpats, la primera de les tres que s'encadenaven l'una darrera l'altra fins a desembocar finalment a l'esplanada de la ciutadella, el punt de sortida i arribada.

## Història

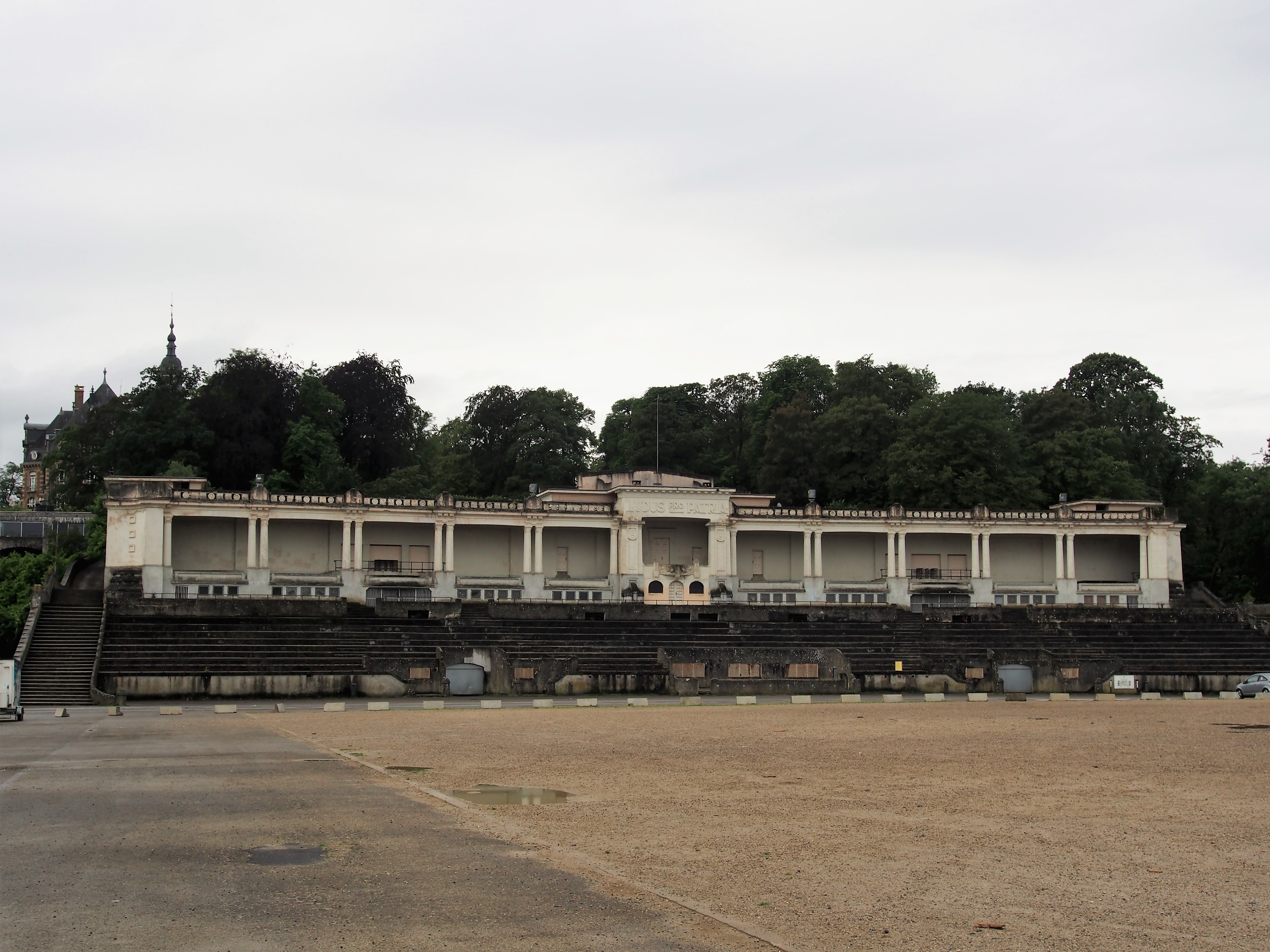
Les graderies del Théâtre de verdure i l'esplanada frontal, on hi havia la sortida

La primera cursa de motocròs mai celebrada al circuit de La Citadelle va tenir lloc l'11 d'abril de 1947 (el mateix any en què es va instaurar la competició més emblemàtica del motocròs, el Motocross des Nations) i la guanyà el belga Victor Leloup. El motocròs de Namur fou un èxit i es va repetir anualment des d'aleshores fins al 2007, per bé que sota denominacions diferents: GP de Bèlgica (1949-1956), GP de Bèlgica de 500cc (1957-2002), GP de Bèlgica de 650cc (2003) i GP de Bèlgica de MX1/MX2 (2004-2007).
Les autoritats de Namur rebien cada any amb entusiasme l'esdeveniment de La Citadelle, ja que els guanys econòmics que representava per al comerç local i el prestigi internacional que aportava a la ciutat eren importants. Al final de la dècada de 1990, però, començaren a alçar-se veus crítiques contra el Gran Premi, especialment d'associacions veïnals i ecologistes com ara l'Association de défense des sites et vallées du Namurois ("Associació per a la defensa dels llocs i valls de la regió de Namur"). La situació s'anà mantenint fins que, després de l'edició del 2007, l'entitat organitzadora (Namur MX Events) va decidir deixar de convocar la prova perquè el seu històric president, Pierre Chonquerez, tenia ja 76 anys i estava delicat de salut. D'ençà del 2008, doncs, el GP de Bèlgica de MX1 i MX2 va canviar d'escenari i actualment se celebra a Lommel, al Limburg flamenc.
A començaments de la dècada del 2010 s'anuncià que hi havia diversos promotors interessats a tornar a portar l'esdeveniment a La Citadelle. La idea era organitzar-hi el Gran Premi els anys 2015 i 2025, així com el Motocross des Nations el 2020. L'alcalde de Namur, però, l'ecologista Arnaud Gavroy, s'hi oposava en raó de la violència que representa per a La Citadelle un esport com el motocròs, oimés tenint en compte que part de l'entorn havia estat reformat i no es podia posar en risc tot aquest patrimoni. Finalment, el 2013 es confirmà oficialment que mai no hi tornaria a haver cap altre Gran Premi en aquell circuit. El motiu adduït fou que La Citadelle ja no compleix els estàndards de seguretat de la FIM.

### Principals esdeveniments
Els esdeveniments internacionals que acollí el Circuit de La Citadelle al llarg de la seva història foren aquests:
| Esdeveniment                                 | Data usual | De   | A    | Edicions |  |
| -------------------------------------------- | ---------- | ---- | ---- | -------- |  |
| Motocròs de Namur                            | A l'abril  | 1947 | 1948 | 2        |  |
| GP de Bèlgica                                | A l'agost  | 1949 | 1956 | 7        |  |
| GP de Bèlgica de 500cc i 250cc               | A l'agost  | 1957 | 1958 | 2        |  |
| GP de Bèlgica de 500cc                       | A l'agost  | 1959 | 2000 | 38       |  |
| GP de Bèlgica de 500cc, 250cc i 125cc        | A l'agost  | 2001 | 2002 | 2        |  |
| GP de Bèlgica de 650cc, Motocross GP i 125cc | A l'agost  | 2003 | 2003 | 1        |  |
| GP de Bèlgica de MX1 i MX2                   | A l'agost  | 2004 | 2007 | 4        |  |
|                                              |            |      |      |          |  |
| Motocross des Nations                        | A l'agost  | 1951 | 2001 | 5        |  |
| Total                                        |            |      |      | 61       |  |

### El Gran Premi
Tradicionalment, el GP de Namur se celebrava a començaments d'agost i marcava l'inici de la recta final de la temporada. Després de La Citadelle, sovint quedaven només dos o tres Grans Premis (típicament, els de Luxemburg i Suïssa), de manera que un bon resultat a Bèlgica podia ser decisiu de cara a la consecució del títol mundial. Quan arribava la data, a finals de juliol, Namur acollia un públic nombrós arribat d'arreu del món. El 1997, l'any del seu cinquantè aniversari, s'aplegaren a La Citadelle 20.000 persones.

### El Motocross des Nations
Les cinc edicions del Motocross des Nations a Namur fan que sigui, a data de 2020, el circuit que més n'ha acollit al llarg de la història d'aquesta competició. Després de La Citadelle, els circuits que més n'han organitzat són els de Maggiora (Itàlia), Brands Hatch (Regne Unit) i Wohlen (Suïssa), amb tres edicions cadascun.
Resultats del Motocross des Nations a Namur
Font:
| Any  | Data              | Guanyador  | Pilots                                                   |
| ---- | ----------------- | ---------- | -------------------------------------------------------- |
| 1951 | 5 d'agost         | Bèlgica    | Victor Leloup / Nic Jansen / Marcel Meunier              |
| 1956 | 26 d'agost        | Regne Unit | Jeff Smith / Geoff Ward / John Draper                    |
| 1959 | 30 d'agost        | Regne Unit | Don Rickman / Jeff Smith / John Draper                   |
| 1965 | 29 d'agost        | Regne Unit | Jeff Smith / Vic Eastwood / Arthur Lampkin / Don Rickman |
| 2001 | 29-30 de setembre | França     | Yves Demaria / Luigi Séguy / David Vuillemin             |

### Protagonistes
Roger De Coster fou potser el pilot que més bé coneixia el circuit de Namur i, de fet, sovint declarà que era el seu preferit. Entre 1969 i 1976 hi aconseguí 7 victòries al GP de Bèlgica, un rècord que igualà un únic pilot al llarg de la història del circuit: Stefan Everts, amb victòries al Gran Premi els anys 1998, 2001, 2003 (dues victòries aquell any, ja que guanyà la cursa de 125cc i la de Motocross GP), i 2004 a 2006. Però Everts no tan sols igualà el rècord de De Coster, sinó que, amb la seva victòria individual al Motocross des Nations del 2000, és el pilot que més triomfs internacionals ha obtingut al circuit de La Citadelle. Per a Stefan Everts, aquest fou un circuit talismà, ja que, per exemple, la seva victòria al Gran Premi del 2001 fou la cinquantena de la seva carrera i la del 2006, la nouranta-novena (a més que, amb aquesta victòria, el belga aconseguí el desè i darrer títol mundial de la seva carrera).
Un altre pilot molt recordat a Namur és Eric Geboers. No va destacar pel número de victòries a La Citadelle (només n'aconseguí una, la de 1990), però justament després d'aquesta seva única victòria va anunciar a la TV belga que abandonava definitivament les competicions, notícia inesperada que causà un gran desencís entre el públic encara present al circuit. Més endavant, Geboers esdevingué un dels promotors del Gran Premi de La Citadelle.
Altres pilots que han deixat empremta a Namur, entre els molts participants de primera línia que hi han triomfat, són Håkan Carlqvist (3 victòries al Gran Premi i l'anècdota de la cervesa), René Baeten (3 victòries), Sten Lundin, Jeff Smith, Heikki Mikkola i André Malherbe (amb dues victòries cadascun) i Bill Nilsson, amb dues victòries també però, en el seu cas, l'afegitó d'un recordat incident amb René Baeten, quan el suec el va treure fora de la pista en una maniobra dubtosa i el públic, tot d'una, ajudà el belga a aixecar-se i continuar mentre impedia que el suec avancés.
Així com hi havia pilots que tenien gran estima per La Citadelle, n'hi havia que no els agradava gens de córrer-hi a causa de la seva dificultat i perillositat. Entre aquests, el nord-americà Brad Lackey, qui declarà algun cop que no s'hi sentia gens còmode.